# فستر (اکلاهما)
فستر(به انگلیسی: Foster) شهری در ایالت اکلاهما کشور ایالات متحده آمریکا است که جمعیت آن در سرشماری سال ۲۰۱۰ میلادی، ۱۶۱ نفر بوده‌است.